# Nomia fulvata
Nomia fulvata är en biart som först beskrevs av Fabricius 1804.  Nomia fulvata ingår i släktet Nomia och familjen vägbin. Inga underarter finns listade i Catalogue of Life.